# Georg Feichtinger
Georg Josef Anton Feichtinger (* 15. Februar 1899 in München; † 7. Mai 1971) war ein deutscher Schriftsteller und Privatgelehrter. 

## Leben
Er war der Sohn des Oberpostverwalters Georg Wilhelm August Feichtinger aus München. Nach dem Besuch des Realgymnasiums nahm Georg Feichtinger am Ersten Weltkrieg teil. Danach studierte er an der Universität München Medizin, Philosophie, Literatur- und Theatergeschichte. 1928 promovierte er an Philosophischen Fakultät der Universität Gießen zum Dr. phil. Das Thema seiner Dissertation lautete Über die Entstehung und den kritischen Charakter der Kant’schen Inauguraldissertation vom Jahre 1770 im Zusammenhang mit der Frage: Ist der Kritizismus Kants aus der Lektüre der Nouveaux essais von G. W. Leibniz hervorgegangen? Er ließ sich später in Dresden als freischaffender Schriftsteller und Privatgelehrter nieder und wohnte in Dresden-Altstadt, Reichsstraße 3. 
In der Zeit des Nationalsozialismus wurde er Mitglied des Reichsverbandes Deutscher Schriftsteller.

## Werke (Auswahl)
- Echo der Seele. Dichtungen. [Neue Titel-Auflage]. Phantasus-Verlag Erich Kunter, Heilbronn 1925.
- Novellen. Verlag Erich Kunter, Heilbronn am Neckar 1925.
- Die Hölle von Jasnaja Poljana. Eine Tragödie in drei Akten, M. Ahnert, Kassel 1927.[1] OCLC 30732926
- Über die Entstehung und den kritischen Charakter der Kant’schen Inauguraldissertation vom Jahre 1770 im Zusammenhang mit der Frage: Ist der Kritizismus Kants aus der Lektüre der Nouveaux essais von G. W. Leibniz hervorgegangen? Gießen 1928. OCLC 1195054699
- Wie entstehen Schülerselbstmorde? 6 aufgezeichnete Fälle, Leipzig 1928.